# باول بي. تومسون
باول بي. تومسون (بالإنجليزية: Paul B. Thompson)‏ هو فيلسوف أمريكي، ولد في 1951 في سبرينغفيلد في الولايات المتحدة.